# آي باد برو (الجيل الثالث)
آي باد برو (بالإنجليزية: iPad Pro)‏، هو الجيل الثالث من الأجهزة اللوحية آي باد برو من شركة أبل، أعلن عنه يوم 30 أكتوبر 2018 وهو عبارة عن طراز جديد من جهازها اللوحي آي باد، وتم فيه تغيير تصاميم اجهزة الآي باد إلى شكل يقارب نوعا ما آي فون XS يصل حجمة الي 12.9 بوصة.

## أهم المميزات
من أهم ميزات الجهاز:
- شاشة حجمها 12.9 بوصة، بابعاد 2732*2048 تدعم تقنية 4K
- معالج A12X
- بطارية الجهاز تدوم 10ساعات بالاستخدام المكثف
- سمك الجهاز 5.9 مم
- الاي باد مزود بـ4 سماعات
- لوحة مفاتيح مدمجة مع الغطاء الخارجي للجهاز
- ميزة Face ID
- خاصية Anemoji وMemoji
- قلم أبل الجيل الثاني

## سعر الجهاز
يأتي الجهاز بثلاثة نسخ مختلفة في الامكانيات والاسعار:
1. جهاز آي باد مزود بواي فاي سعة 64 جيجا بايت بسعر 999$
2. جهاز آي باد مزود بواي فاي سعة 256 جيجا بايت بسعر 1149$
3. جهاز آي باد مزود بواي فاي ويمكنة الاتصال بالانترنت من خلال شبكات 4G بسعة 512 جيجا بايت بسعر 1499$
4. جهاز آي باد مزود بواي فاي ويمكنة الاتصال بالانترنت من خلال شبكات 4G بسعة 1 تيرا بايت بسعر 1899$